# Jean Fernand
Jean Fernand (Orly, 19 november 1948) is een Frans kunstschilder, lithograaf, beeldhouwer en illustrator. Zijn oeuvre is erg divers en omvat impressionistische schilderijen van allerhande landschappen, alsook door Venetië en Japan geïnspireerde schilderijen en diverse beeldbouwwerken.

## Biografie
Jean Fernand werd geboren in 1948 in Orly, 30 kilometer ten zuiden van Parijs. Zijn ouders, die Parijzenaars waren, hadden een industriële wasserette. Toen hij de basisschool verliet, behaalde Jean Fernand zijn wasserijdiploma.
Zijn grootvader was ook een schilder en fungeerde als lakverver voor het graf van Napoleon Bonaparte. Fernand was daardoor al van kinds af erg geïnteresseerd in schilderen en tekenen. Op 16-jarige leeftijd begon Jean Fernand te schilderen. Hij kreeg schilderlessen van diverse Franse kunstenaars, onder wie André Bergeron en Gozlan.
Sinds 25-jarige leeftijd wijdde hij zich volledig aan schilderen en creëerde hij geleidelijk zijn eigen stijl. In 1970 opende hij een kunstatelier in Orly.
In 1970 nam hij voor het eerst deel aan de prestigieuze Société des Artistes Indépendants in Parijs. Tijdens de daaropvolgende jaren nam hij ook steeds deel aan het Salon des Indépendants. In begin jaren zeventig was hij ook een vaste exposant bij de invloedrijke kunstgalerij Galerie Ror Volmar in Parijs en Vichy. Zijn werken werden in de afgelopen vijf decennia tentoongesteld in kunstgalerijen in Frankrijk, Zwitserland, Japan, Zweden, Noorwegen, Duitsland, België en de Verenigde Staten.
In de jaren zeventig illustreerde hij ook enkele verhalen van Edgar Allan Poe voor de uitgeverij Cercle Européen du Livre. Hij geraakte bevriend met de schilder Francis Goubault, oorspronkelijk afkomstig uit Choisy-le-Roi, met wie hij diverse fresco’s creëerde.
Jean Fernand won diverse kunstprijzen, waaronder de eerste prijs in Lézignan-Corbières in 2003.
Hij woont reeds jaren in Kōtō, Tokyo in Japan.

## Werken (selectie)

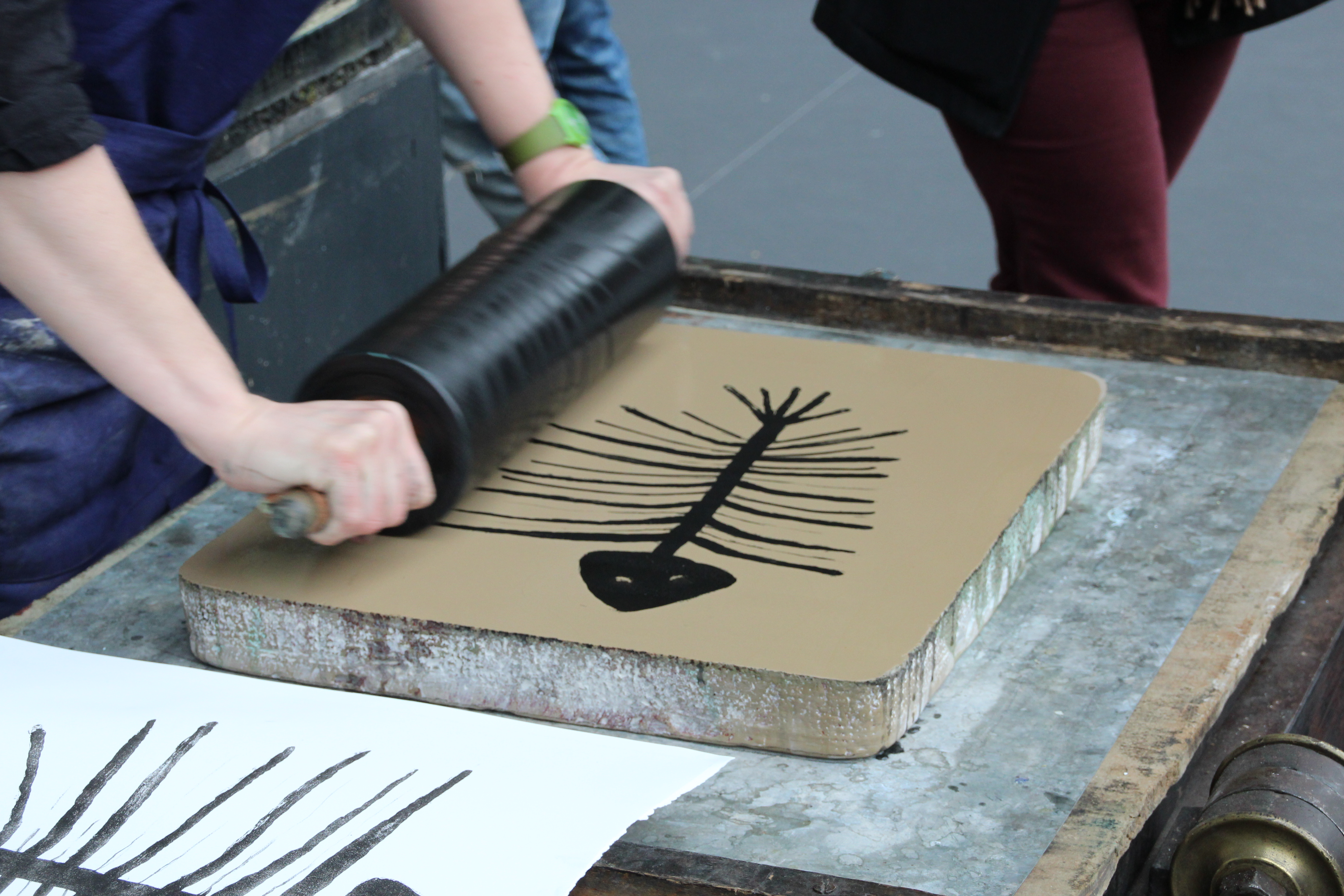
Lithosteen

De thema's van zijn werken zijn zeer divers: van landschappen en Venetiaanse thema's tot door Japan beïnvloede werken. De meeste van zijn werken zijn vrij beperkt van omvang. Van diverse schilderijen van Jean Fernand bestaan ook lithografieën.
- Banquet (60 x 30 cm)
- Foule (103 cm x 17 cm)
- Traversee du desert (93 cm x 46 cm)
- Concerto (41 x 53 cm)
- Conciliabule (43 x 43 cm)
- La Gente Dame (schilderij, 22 x 16 cm)
- Bouquet de Roses (65 x 81 cm)
- Couple (schilderij, 74 x 65 cm)[8]
- Le Lever (47 x 33 cm)
- Cavalière (tekening, 23 x 18 cm)
- Au Coeur de la Bataille (schilderij, 28 x 60 cm)
- Troubadour (54 x 92 cm)
- Vue au Loin (56 x 24 cm)
- Paysage (38 x 46 cm)
- XX ième Siècle (55 x 46 cm)
- Course au Pre (80 x 37 cm)
- Notre Dame de Paris (60 x 26 cm)
- Archimede (27 x 39 cm)
- Momotarō

## Tentoonstellingen (selectie)
In de afgelopen vijf decennia nam Jean Fernand deel aan diverse tentoonstellingen in binnen- en buitenland.

### Franse kunstsalons
- Société des Artistes Indépendants, Grand Palais, Paris, (1970–1975);
- Art au Pluriel, Ablon (1983–1984);
- Le Roi, Choisy-le-Roi (1985–1990);
- Sculptures en l’île, Andrésy (2005–2006);
- Salle d'Exposition Francval, Arpajon (2002–2005);
- Les Artistes du Hurepoix, Sainte-Geneviève-des-Bois, Essonne (2003–2006)
- Salon Espace des Blancs Manteaux, Paris Cour Circuit (2006)
- Marché de l'Art de Montparnasse, Paris (2000–2008)
- La Nuit des Soudeurs, Granville, Manche (2007)
- Grand Marché d'Art Contemporain, Bastille Paris (2003–2008)
- Trot'art, Lognes (2004)
- Thirache Fermière, Vervins (2004, 2006, 2008, 2010)
- Brocant'art, Conie-Molitard (2010, 2012)
- Authon-du-Perche (2012)
- Courant d'Art, La Bazoche-Gouet (2012)
- Moigny-sur-École (2012, 2013)
- Récup'art, Roubaix (2004–2013)
- Courant d'Art, Nogent-le-Rotrou (2013)

### Tentoonstellingen in Japan
Tussen 2008 en 2014 nam Jean Fernand deel aan diverse "reizende" tentoonstellingen in Japan.
- Mitsukoshi department store in Hiroshima and Nagoya
- Art Gallery, Yamagata, Yamagata
- Isetan department store in Tokyo
- Daimaru department store in Fukuoka

## Kunstgalerijen (selectie)
- Galerie Ror Volmar, Paris, France (1970–1973);
- Galerie Ror Volmar, Vichy, France (1971–1973);
- Orly Airport, Orly, France (1972);
- Catya Graneuf, Paris, France (1974);
- Galerie du Comte de Vallombreuse, Biarritz, France (1974–1975);
- Belle Epine, Basel, Switzerland
- Galerie Lambert Monet, Geneva, Switzerland (1976);
- Galerie Place du marché, Nogent-le-Rotrou, France (1980);
- Le Jardin des Arts, Ris-Orangis (1984–2014);
- Galerie d'art, Moret-sur-Loing, France (1985, 1986, 1987);
- Galerie de Belle épine P. L'Horset, Thiais, France (1975–1989);
- Galerie Audibert, Paray-Vieille-Poste, France (1980–2014),
- Galerie d'art et d'encadrement, Vincennes, France (1987–1990);
- Les Artistes, Choisy-le-Roi (1988–1990);
- Fontaine des arts, Herblay-sur-Seine, France (1988–1991)
- Le Jardin des Arts, Honfleur, France (1988–2007);
- Le Jardin des Arts, Paris (1990–2007)
- Galerie de Rambouillet, Rambouillet, France (1999–2003)
- Galerie du Bac, La Varenne-Saint-Hilaire, Saint-Maur-des-Fossés, France (1999–2012)
- Galerie de la Norville, La Norville, France (2001)
- Galerie Bodou, Vincennes (2002–2013)
- Galerie des arts, Cholet, France (2002–2008)
- L’encadreur Christian Fiercin, Dijon, France (2003–2009)
- Galerie Raphaël, Versailles, France (2003–2010)
- La Fontaine des Arts, Herblay, France (2004–2005)
- L'art et Encadrement, Rambouillet, France (2004–2006)
- Galerie Saint Honorer, Versailles, France (2004–2009)
- L’ile Saint Louis, Paris, France (2005)
- Galerie Les Ré-créateurs, Paris, France (2006)
- Galerie Champalou, Limoges, France (2007–2011)
- Galerie Maciano, Paris, France (2008)
- Bateau Lavoir, Honfleur, France (2008–2012)
- Barbizon, Seine-et-Marne, (2012–2014)